# Listrostachys pertusa
Listrostachys es un género monotípico de  orquídea de hábitos epífitas. Su única especie: Listrostachys pertusa , es originaria del centro y oeste de África.

## Descripción
Es una orquídea de tamaño pequeño a mediano, que prefiere el clima cálido. Tiene hábitos epífita monopodial con unas 9 a 15 hojas dísticas,  lineales, dobladas, muy rígidas, casi iguales y obtuesamente bilobuladas apicalmente. Florece en una inflorescencia axilar de 30 cm de largo densamente poblada con las flores en dos filas opuestas que aparecen a principios del verano.

## Distribución y hábitat
Se encuentra  en Camerún, Congo, Gabón, Ghana, Costa de Marfil, Liberia, Nigeria, Sierra Leona y Zaire en los bosques de hoja perenne en las elevaciones de 500 a 600 metros.

## Taxonomía
Listrostachys pertusa fue descrita por (Lindl.) Rchb.f. y publicado en Botanische Zeitung (Berlin) 10: 930. 1852.
Sinonimia
- Angorchis pertusa (Lindl.) Kuntze
- Angraecum pertusum Lindl.
- Listrostachys behnickiana Kraenzl.
- Listrostachys jenischiana Rchb.f.[4][5]